# Nueva Guadalupe
Nueva Guadalupe es un distrito del municipio de San Miguel Oeste, del departamento de San Miguel, El Salvador. Limita al norte con Lolotique y Moncagua; al este con Moncagua; al sur, con Chinameca y al oeste con San Buenaventura.
Las fiestas patronales de Nueva Guadalupe se celebran del 23 al 27 de febrero en honor a la Virgen de Guadalupe.

## Historia
Fue fundada en 1838 por el por el Gobernador Político y Militar del departamento de San Miguel coronel colombiano Narciso Benítez , excombatiente en los ejércitos del Libertador Simón Bolívar, quien, en concepto de segundo jefe del ejército morazanista, sucumbió como un héroe, defendiendo la autonomía de El Salvador en la sangrienta batalla del Espíritu Santo, el 6 de abril de 1839 en el Valle de La Esperanza. En el año 1840, por disposición del coronel Benítez, Nueva Guadalupe recibió el título de Pueblo.

### Título de Villa
Desde el año 1838 hasta el 22 de junio de 1856 perteneció al distrito de Chinameca en el departamento de San Miguel y al mismo distrito del departamento de Usulután.
Desde el 22 de junio de 1865 al 14 de julio de 1875 este distrito pasó de nuevo a pertenecer al departamento de San Miguel.
Esta población, que en los documentos del siglo pasado figura con el nombre de Nuevo Guadalupe y no de Nueva Guadalupe, Obtuvo el título de Villa en 1878, según el geógrafo don Guillermo Dawson. En 1890 tenía 1,600 habitantes.

### Título de ciudad
El 2 de diciembre de 1996 le fue otorgado el título de ciudad de Nueva Guadalupe.

### Terremoto
Los días 6-7 de mayo de 1951 sucedió uno de los terremotos más fuertes ocurridos en la región oriental de El Salvador, el cual destruyó casi en su totalidad las ciudades de Jucuapa, Chinameca, Alegría y Nueva Guadalupe.
A las 5:02 de la tarde un sismo de 6.2° se deja sentir en El Salvador, causa daños en La Paz, Usulután y San Miguel, la población empieza las labores de rescate por sus mismos medios y 4 minutos después a las 5:06 de la tarde otro sismo considerado réplica, fue de magnitud 5.9° y cayeron más casas de las que habían caído.
Los sismos dejaron 400 muertos, 1100 heridos. 25,000 personas sin hogar fueron trasladados por parte del Comité General Ejecutivo Prodamnificados a San Salvador. Diez días después de la tragedia una mujer fue sacada con vida de entre los escombros de Jucuapa, fue trasladada al Hospital San Juan de Dios, de la ciudad de San Miguel.
Este fenómeno obligó a las autoridades gubernamentales a la reconstrucción total de estas localidades, construyendo viviendas nuevamente para las familias damnificadas. El Gobierno democrático de Juan Domingo Perón (de la República Argentina) donó ayuda alimentaria y sanitaria, y envió médicos que atendieron gratuitamente.

## Flora y fauna
La flora del distrito está formada por bosque húmedo tropical. La vegetación predominante son los cafetales distribuidos desde los 450 m.s.n.m. También áreas destinadas para cultivos anuales; entre las especies arbóreas que destacan están: nance, roble, chaparro, conacaste y copinol. La fauna en esta zona es muy variada porque se pueden apreciar aves de diferentes especies de acuerdo a la época del año, como son la codorniz y las golondrinas.

## Hidrografía
Los principales afluentes de agua en el distrito son: San Luis, El Pital, El Chorro y El Jiote. No obstante, en el Valle La Esperanza, existe abundancia de mantos acuíferos, potencial que facilita la extracción de agua para el consumo humano. Cuenta con las quebradas de: San Luis, La Bóveda, La Piscina, El Cementerio, De Villalta, EL Zope, El Muerto, Joya Verde, El Palomar y Honda.

## Desarrollo económico

### Agricultura
La mayoría de los agricultores del distrito se dedican a la producción de maíz y fríjol. Entre las frutas que más se cultivan están: el guineo, coco, jocote y naranja. Y en hortalizas: yuca, tomate y pipián.

## Desarrollo social

### Educación
Según los datos del censo Poblacional 2007, de un total de 7763 personas que respondieron acerca de su último nivel de estudios formales aprobado, el 64.9 % de la población ha completado al menos la educación primaria o básica y únicamente el 19.9%, ha completado la educación media. Además, 62.5% del total de esta población, ha finalizado algún tipo de educación superior (Superior no universitaria, Técnico universitario o Superior universitaria).
Aunque una buena parte de la población de Nueva Guadalupe se concentra en el área rural (43.1%) lo cierto que es que 4 de los 6 centros escolares están en el área urbana. Estos seis centros escolares cuentan con un total de 101 docentes, representan un 2.3% del total de docentes del sector público del departamento, según reporte del Ministerio de Educación, MINED, 2009.

### Salud
Cuenta con un Hospital Nacional, solo existen 4 negocios que se circunscriben al área de salud. De estos 4 negocios, uno ofrece servicios de medicina general, 2 son clínicas de odontología general y 1 ofrece los servicios de laboratorio clínico.

## División Administrativa
Nueva Guadalupe se divide en los siguientes Barrios:
- San Luis
- El Calvario
- San Isidro

- El Centro

Colonias:
- Bosque I y II
- Esperanza I y II
- Bonanza
- Libertad
- Jardines del Rey

- Molina I y II
- García

Cantones:
- San Luis
- Planes de San Sebastián